# Krivaj (żupania sisacko-moslawińska)
Krivaj – wieś w Chorwacji, w żupanii sisacko-moslawińskiej, w gminie Lipovljani. W 2011 roku liczyła 307 mieszkańców.